# جنگ ستارگان: بد بچ
جنگ ستارگان: بد بچ (انگلیسی: Star Wars: The Bad Batch) یک مجموعه انیمیشنی آمریکایی ساخته شده توسط دیو فیلونی و پخش شده در سرویس استریم دیزنی پلاس است. این سریال بخشی از مجموعه جنگ ستارگان میباشد و اتفاقات این انیمیشن پس از رخداد های انیمیشن سریالی کلون وارز می باشد.
نیروی کلون ۹۹، که به بد بچ (دسته بد) شناخته می‌شوند یک گروه نخبه از بین سربازان کلون که به وسیله جهش ژنتیکی ایجاد شده‌اند هستند که این مجموعه داستان آن‌ها را پس از پایان جنگ‌های کلون و سقوط جمهوری کهکشانی و روی کار آمدن امپراتوری کهکشانی روایت می‌کند.
نخستین قسمت این انیمیشن در ۴ می یعنی روز جهانی جنگ ستارگان منتشر شد. فصل اول و دوم این مجموعه هرکدام دارای ۱۶ قسمت و فصل سوم دارای ۱۵ قسمت است.